# La città vecchia
Pistes de Tutto Fabrizio De André
Fila la lana La ballata del Miché
La città vecchia (La Vieille ville) est une chanson de Fabrizio De André, sorti en single musical en 1965, comme Face A (La città vecchia/Delitto di paese) et incluse dans l'album Tutto Fabrizio De André en 1966. La musique a été composée par Fabrizio De André avec l'arrangement de Elvio Monti.

## L'inspiration et l'histoire
En ce qui concerne le choix du thème de la ville des exclus et marginalisés, les influences culturelles de la composition de De André sont certainement être trouvés dans d'autres poèmes de différents auteurs. Tout d'abord, la poésie de Umberto Saba également appelé "Vieille ville", qui fait partie de son Canzoniere. De André a écrit la chanson en 1962, peu après l'édition de la recueil de poèmes de Saba. Le poète de Trieste, dans son poème, décrit les impasses de sa ville, les pauvres et les exclus et, en même temps, critique vivement l'hypocrisie du mode de vie bourgeois.
L'opération de D'André est très semblable, l'ambientazione est dans les quartiers du port de Gênes et, aussi il prend le parti pour le plus faible.
Dans le texte, il y a plusieurs références et expressions prises directement à partir d'un poème de Jacques Prévert, Embrasse-moi qui avait été mis en musique par Wal-Berg et chantés par Marianne Oswald en 1935.